# Only Teardrops
"Only Teardrops" je pjesma danske pjevačice Emmelie de Forest. Tekst i glazbu su napisali Lise Cabble, Julia Fabrin Jakobsen i Thomas Stengaard. Lise Cabble je već ranije pisala pjesme za danske predstavnike na Eurosongu, a među njima je pjesma "New Tomorrow", koju je izvodio sastav A Friend In London. Svakako, "Only Teardrops" je najpoznatija kao danska predstavnica na Pjesmi Eurovizije 2013. u Švedskoj, gdje je s 281 bodom osvojila prvo mjesto. Pjesma je izvedena u prvom polufinalu, gdje je također osvojila prvo mjesto, a u finalu je nastupala 18., nakon Mađarske i prije Islanda. Prvo mjesto osvojila je ispred Azerbajdžana i Ukrajine.
Nakon pobjede na Dansk Melodi Grand Prixu 2013. u siječnju, pjesma je poharala dansku iTunes ljestvicu, a na danskon TOP40 listi debitirala je na drugom mjestu.

## Popis skladbi
- Digitalni download

1. "Only Teardrops" – 3:03

## Uspjeh na ljestvicama
Pjesma je bila hit u Forestinoj rodnoj zemlji, Danskoj, gdje je u prvom tjednu bila na drugom mjestu te se zadržala na ljestvicama tijekom sljedećih tjedana. TOP40 bila je još i u Rumunjskoj te u Belgiji i Nizozemskoj.

## Povijest izdanja
| Regija | Datum              | Format             | Kuća                     |
| ------ | ------------------ | ------------------ | ------------------------ |
| Danska | 22. siječnja 2013. | Digitalni download | Sony Music Entertainment |